# Космополит (биология)
Космополит, в биологията, е вид или по-висш таксон (род, семейство и т.н.), чийто ареал обхваща по-голямата част от сухоземната, водната или общата повърхност на Земята. Противно на космополитите – ендемитите, са видове с много малък ареал.
Примери за космополити са:
- човекът
- кучето
- домашната муха
- косатката
- медоносната пчела